# Brug 1601
Brug 1601 is een bouwkundig kunstwerk in Amsterdam-Oost.
De metrotunnel werd in de periode 1972-1975 aangelegd in het kader van de opbouw van de metrolijnen in en om Amsterdam en de verlegging van de sporen van de Nederlandse Spoorwegen (NS) op het traject Amsterdam-Utrecht. Als voorbereidend werk moest de gemeente Amsterdam de Spaklerweg enigszins noordwaarts verleggen; een deel van de gebouwen in gebruik bij Leonard Lang moesten daartoe gesloopt worden. Daarna begon de NS met de bouw van de tunnel. Tijdens de bouw kwam het project Noord-Zuidlijn richting Amstelveen stil te liggen. De bouw van de tunnel ging wel verder omdat de gemeente Amsterdam wel verder ging met de bouw van de Oostlijn en de NS mede als gevolg daarvan ook hun sporen verlegden. Beide lagen daarbij op een dijklichaam. 
De tunnel kwam in 1977 gereed maar kwam niet in gebruik. Van de drie kokers werd alleen de oostelijke koker gebruikt voor opslag van materialen en wordt daarvoor ook nu nog als doorvoerroute gebruikt. Ook liggen er sporen voor werktreinen die een emplacement naast het gebouw van de verkeersleiding van de metro hebben met ruimte voor opslag van materialen.    
Ook het metrostation Spaklerweg werd volgens het oorspronkelijke plan, maar alleen in ruwbouw, gebouwd en  werd pas in 1982 geopend. De Oostlijn kreeg sporen aan de buitenzijde van het stationnetje; het middelste spoorbed bleef leeg. De Oostlijn richting zuiden en de spoorlijn Amsterdam richting Utrecht kwamen in die jaren boven op de tunnels te liggen. 
In 1985 viel het besluit toch door te gaan met wat de Amstelveenlijn zou worden. Deze zou op het traject Metrostation Amsterdam Centraal tot en met Station Amsterdam Amstel de Oostlijn volgen, maar net ten noorden van metrostation Spaklerweg een centraal liggende aftakking krijgen, die het middelste spoorbed van dat station alsnog zou vullen. In december 1990 werd de Amstelveenlijn en dus ook de westelijke en middelste koker volgens de dienstregeling in gebruik genomen, er waren al eerder testritten gemaakt. Als gevolg van deze constructie rijden de metrostellen ten zuiden van de tunnels voor enkele meters op maaiveldniveau om even later weer te klimmen naar het dijklichaam richting metrostation Overamstel. Ze moet daar alsnog middels brug 1642 de Spaklerweg over.
Het gebruik verschoof in maart 2019 naar Metrolijn 51, die niet meer naar Amstelveen voerde, maar dit deel van het traject van de Amstelveenlijn nog wel volgde tot aan Station Amsterdam Zuid.    
<<< · 1601 · 1602 · 1603 · 1604 · 1605 · 1606 · 1607 · 1608 · 1609 · 1610 · 1611 · 1612 · 1613 · 1614 · 1615 · 1616 · 1617 · 1618 · 1619 · 1620 · 1621 · 1622 · 1623 · 1624 · 1625 · 1626 · 1627 · 1629 · 1630 · 1633 · 1634 · 1635 · 1636 · 1637 · 1638 · 1639 ·  1640 · 1641 · 1642 · 1643 · 1644 ·  1645 · 1646 · 1647 · 1648 · 1649 · 1650 · 1651 · 1652 · 1653 · 1654 · 1655 · 1656 · 1657 · 1658 · 1659 · 1660 · 1661 · 1662 · 1663 · 1664 · 1695 · 1696 · 1697 · >>>
Brugnummers  1600, 1628, 1632, 1665-1694, 1698, 1699 zijn niet vergeven. Brug 1631 is in 2019 gesloopt.